# Decaschistia
Decaschistia é um género botânico pertencente à família Malvaceae.